# Xero (Band)
Xero war eine englische New-Wave-of-British-Heavy-Metal-Band aus Islington, die 1979 gegründet wurde und sich 1984 auflöste.

## Geschichte
Die Band wurde gegen Ende des Jahres 1979 von dem Sänger Moon Williams, welcher zuvor als Solokünstler aktiv gewesen war, und dem Gitarristen Bill Liesegang gegründet. Liesegang entstammt einer deutschen Familie, wobei die Mutter aus Überlingen und der Vater aus Berlin stammte. Kurze Zeit später vervollständigten der Bassist Rowland „Boon“ Gould und der Schlagzeuger Barry Fitzgerald die Besetzung. Es folgten die ersten Auftritte, ehe die Band 1980 auf dem MCA-Sampler Brute Force mit dem Lied Hold On zu hören war. Daraufhin wurde EMI auf die Band aufmerksam, woraufhin das Lied Cutting Loose im selben Jahr für den Sampler Metal for Muthas Vol. 2 verwendet wurde. Durch diesen Sampler wurde wiederum Tommy Vance auf Xero aufmerksam, woraufhin sie zur Friday Rock Show eingeladen wurde. Die Aufnahmen fanden mit dem neuen Bassisten Peter Solinsky und dem zweiten Gitarristen Tony Murphy Anfang 1981 statt, wobei die Lieder Cutting Loose, Lone Wolf, Don’t You Think It’s Time und Can You See Me aufgenommen wurden. Gould hatte die Band kurzfristig verlassen, da seine andere Band Level 42 in den britischen Musikcharts war. Seinen letzten Auftritt mit Xero hatte Gould in Greenwich, unmittelbar danach hatte er sein Ausscheiden verkündet. Ausgestrahlt wurde die Show am 10. April. Die Reaktion des Publikums war positiv auf diesen Auftritt. Daraufhin wurde die dabei aufgenommene Version von Cutting Loose auf dem Sampler The Friday Rock Show der BBC verwendet. Zu dieser Zeit spielte die Gruppe in London teils sechs Auftritte pro Woche, mit vereinzelten Konzerten in Spanien und Österreich. Außerdem nahm die Band etwas später Lieder wie Hi Living, No More Crying, As Far As the Eye Can See und Easy Does It auf, um diese verschiedenen Labels zuzuschicken. Dabei wurden mehrere neue Mitglieder ausprobiert, so auch Billy Little als neuer Sänger. Letztendlich entschied man sich jedoch, Williams als Sänger zu belassen. Während dieser Zeit behielt die Band Williams, Liesegang und Fitzgerald als festen Kern.
1983 unterzeichnete die Gruppe einen Vertrag bei Brickyard Records, worüber die Single Oh Baby, mit dem Lied Hold On als B-Seite, erschien. Kurz vor der Veröffentlichung kam Liesegang mit einer alten Aufnahmen von Lone Wolf ins Studio, das kurz vor der Veröffentlichung ebenfalls auf den Tonträger gepresst wurde. Das Lied existierte bereits seit der Gründung der Band und war auch schon in der Friday Rock Show zu hören gewesen. Die für den Tonträger verwendete Version stammte allerdings bereits von der Band The Shots, in der Liesegang zuvor aktiv gewesen war und Bruce Dickinson als Sänger hatte. Da somit der damalige Iron-Maiden-Sänger auf dem Tonträger zu hören war, wurde die Gruppe schon kurz nach der Veröffentlichung vom Management Iron Maidens gezwungen, den weiteren Verkauf der Single wegen Verletzung des Urheberrechts zu stoppen. Auf der Single wurde zudem auch das offizielle Iron-Maiden-Logo als Blickfang verwendet. Aufgrund des Rückrufs wurde sie zum raren Sammlerobjekt. Auf der zweiten Pressung der Maxi-Single wurde Lone Wolf daraufhin durch das instrumentale Lied Killer Frog ersetzt, bei der 7″-Single wurde der Song ersatzlos gestrichen. Etwas später wurde die Veröffentlichung einer zweiten Single, Don’t You Think It’s Time, angekündigt, mit den Liedern Nighmare und All in Vain auf der B-Seite. Außerdem wurde für den Frühling 1984 die Veröffentlichung des Albums First Mission angekündigt. Das Album sollte die drei genannten Lieder sowie Don’t Say Don’t Say It, Can You Ever See Me, Kamikaze, Cutting Loose, Hold On und Killer Frog enthalten. Aufgrund der finanziellen Instabilität von Brickyard Records kam es jedoch nie zur Veröffentlichung beider Tonträger. Im Jahr 1984 löste sich Xero auf. Laut Matthias Mader vom Rock Hard hatte die Gruppe bis 1984 geschätzte 40 Mitglieder.
Die Mitglieder waren daraufhin in verschiedenen anderen Projekten aktiv. Liesegang und Fitzgerald gründeten gegen Ende der 1980er Jahre Dirty Dogs, die sich später in Killer Dogs umbenannten. Die Gruppe war ebenfalls in der Friday Rock Show zu sehen. Nach der Auflösung dieser Band trat Liesegang wiederum Atomgod bei und war später außerdem bei Necropolis tätig. Außerdem hatte Liesegang versucht Motörhead beizutreten, wobei er jedoch nach einer Audition ausgeschieden war. Im Jahr 2007 erschien die Kompilation Unfinished Business: The Definitive Sessions, die 2015 bei No Remorse Records wiederveröffentlicht wurde.

## Stil
Laut Malc Macmillan in The N.W.O.B.H.M. Encyclopedia ist das Lied Hold On vom Sampler Brute Force melodischer Metal mit bluesigem Gesang, wodurch die Musik an Gruppen wie Ore, After Dark und Lautrec erinnere. Eduardo Rivadavia von Allmusic befand, dass die Lieder Hold On und Cutting Loose der beiden Sampler erstaunlich professionell sind. Auch er bezeichnete den Gesang als bluesig, was für die Musik der New Wave of British Heavy Metal ungewöhnlich sei. Laut Matthias Mader vom Rock Hard sei die Gruppe zeitweise „nach Samson, Iron Maiden und Angel Witch als nächstes großes Ding der NWOBHM aus der Hauptstadt gehandelt“ worden. Liesegang gab im Interview mit Mader an, dass die Gruppe ihren Proberaum an der Themse in der Nähe der Wood Wharf Studios hatte, in denen auch Kate Bush und Dire Straits probten. In dem Dire-Straits-Lied Sultans of Swing seien Soli zu hören, die dem Solo von Don’t You Think It’s Time sehr ähneln würden. Da das Xero-Lied älter sei, läge der Verdacht nahe, dass sich Dire Straits durch die dünnen Studiowände an dem Song bedient hätten.

## Diskografie
- 1983: Oh Baby (Single, Brickyard Records)
- 2007: Unfinished Business: The Definitive Sessions (Kompilation, Eigenveröffentlichung)